# 中央军委后勤保障部采购管理局
中央军委后勤保障部采购管理局，位于北京市，是中央军委后勤保障部下属局，负责该部采购管理工作。

## 沿革
在深化国防和军队改革中，2016年1月中国人民解放军总后勤部撤销，组建中央军委后勤保障部，下设中央军委后勤保障部采购管理局。该局每年发布多批入库供应商公示名单，根据评定标准，三级及以上供应商可加入全军供应商库。

## 机构设置
- 综合处[1]
- 招标管理处[1]

……

## 历任局长
| 中央军委后勤保障部采购管理局局长 | 中央军委后勤保障部采购管理局副局长 |